# Sweet Home (Arkansas)
Sweet Home é uma Região censo-designada localizada no estado americano do Arkansas, no Condado de Pulaski.

## Demografia
Segundo o censo americano de 2000, a sua população era de 1070 habitantes.

## Geografia
De acordo com o United States Census Bureau tem uma área de 10,5 km², dos quais 10,2 km² cobertos por terra e 0,3 km² cobertos por água. Sweet Home localiza-se a aproximadamente 76 m acima do nível do mar.

## Localidades na vizinhança
O diagrama seguinte representa as localidades num raio de 16 km ao redor de Sweet Home.